# Henrik Studsgaard
Henrik Studsgaard (født 11. juli 1963 i Terndrup) er en dansk embedsmand. Han var departementschef i Miljøministeriet, men blev fritaget for tjeneste d. 24. august 2022 for sin rolle i minksagen.
Han er uddannet cand.jur. fra Københavns Universitet 1995 og har tillige uddannelser som skov- og landskabsingeniør samt HD i finansiering.
Henrik Studsgaard er departementschef i Miljøministeriet, og har tidligere været direktør i Geodatastyrelsen. direktør for Center for Koncernforvaltning og afdelingschef i Miljøministeriets departement. Før han kom til Miljøministeriet var han direktør i Dansk Skovforening, afdelingschef i Folketingets Administration og forstander på Skovskolen i Nødebo.
30. juni 2022 fremlage Granskningskommissionen om sagen om aflivning af mink sin beretning. I beretningen fandt kommissionen, at Miljø- og Fødevareministeriet, som Henrik Studsgaard havde været departementschef for under forløbet, havde handlet "særdeles kritisabelt," og fandt, at 10 embedsmænd kunne drages til strafferetligt ansvar i form af for uagtsomhed og forseelser, herunder Henrik Studsgaard samt Statsministeriets departementschef Barbara Bertelsen og rigspolitichef Thorkild Fogde. Studsgaard blev d. 24. august 2022 fritaget for tjeneste som indledning på disciplinær forfølgning. Den 30. november 2022 blev undersøgelsen af Studsgaard stoppet, da han havde fået et nyt job uden for staten.